# Allsvenskan i bandy 1994/1995
Allsvenskan i bandy 1994/1995 var Sveriges högsta division i bandy för herrar säsongen 1994/1995. Södergruppstvåan IF Boltic lyckades vinna svenska mästerskapet efter seger med 2-1 mot södergruppsvinnaren Vetlanda BK i finalmatchen på Studenternas IP i Uppsala den 19 mars 1995.

## Förlopp
Skytteligan vanns av Jonas Claesson, Vetlanda BK med 56 fullträffar..

## Seriespelet

### Norrgruppen
Spelades 9 november-30 december 1994.
| Nr | Lag             | S  | V  | O | F  | +/-   | P  |
| -- | --------------- | -- | -- | - | -- | ----- | -- |
| 1  | Sandvikens AIK  | 14 | 11 | 1 | 2  | 91-47 | 23 |
| 2  | Västerås SK     | 14 | 9  | 2 | 3  | 83-58 | 20 |
| 3  | Edsbyns IF      | 14 | 9  | 0 | 5  | 70-64 | 18 |
| 4  | Kalix Nyborg BK | 14 | 8  | 1 | 5  | 68-60 | 17 |
| 5  | IK Sirius       | 14 | 4  | 2 | 8  | 42-52 | 10 |
| 6  | Falu BS         | 14 | 2  | 5 | 7  | 59-71 | 9  |
| 7  | Ljusdals BK     | 14 | 4  | 1 | 9  | 51-66 | 9  |
| 8  | Selånger SK     | 14 | 3  | 0 | 11 | 35-81 | 6  |

### Södergruppen
Spelades 13 november-30 december 1994.
| Nr | Lag                | S  | V  | O | F  | +/-   | P  |
| -- | ------------------ | -- | -- | - | -- | ----- | -- |
| 1  | Vetlanda BK        | 14 | 10 | 2 | 2  | 91-41 | 22 |
| 2  | IF Boltic          | 14 | 9  | 2 | 3  | 83-44 | 20 |
| 3  | Villa Lidköping BK | 14 | 8  | 1 | 5  | 77-55 | 17 |
| 4  | IFK Vänersborg     | 14 | 7  | 2 | 5  | 45-48 | 16 |
| 5  | IFK Motala         | 14 | 7  | 1 | 6  | 54-58 | 15 |
| 6  | Nässjö IF          | 14 | 2  | 5 | 7  | 45-70 | 9  |
| 7  | IFK Kungälv        | 14 | 2  | 3 | 9  | 43-74 | 7  |
| 8  | Örebro SK          | 14 | 2  | 2 | 10 | 36-84 | 6  |

### Elitserien
Spelades 4 januari-26 februari 1995.
| Nr | Lag                | S  | V  | O | F  | +/-    | P  |
| -- | ------------------ | -- | -- | - | -- | ------ | -- |
| 1  | Västerås SK        | 14 | 10 | 1 | 3  | 78-41  | 21 |
| 2  | IF Boltic          | 14 | 9  | 2 | 3  | 84-41  | 20 |
| 3  | Sandvikens AIK     | 14 | 9  | 2 | 3  | 81-55  | 20 |
| 4  | Vetlanda BK        | 14 | 8  | 0 | 6  | 68-55  | 16 |
| 5  | Villa Lidköping BK | 14 | 8  | 0 | 6  | 64-65  | 16 |
| 6  | Edsbyns IF         | 14 | 4  | 4 | 6  | 73-81  | 12 |
| 7  | IFK Vänersborg     | 14 | 2  | 1 | 11 | 42-104 | 5  |
| 8  | Kalix Nyborg BK    | 14 | 1  | 0 | 13 | 44-92  | 2  |

### Allsvenska fortsättningsserien
Spelades 4 januari-26 februari 1995.
| Nr | Lag         | S  | V | O | F  | +/-   | P  |
| -- | ----------- | -- | - | - | -- | ----- | -- |
| 1  | Falu BS     | 14 | 9 | 3 | 2  | 65-39 | 21 |
| 2  | Ljusdals BK | 14 | 9 | 2 | 3  | 54-34 | 20 |
| 3  | IFK Motala  | 14 | 7 | 3 | 4  | 55-43 | 17 |
| 4  | IK Sirius   | 14 | 6 | 3 | 5  | 43-38 | 15 |
| 5  | IFK Kungälv | 14 | 5 | 3 | 6  | 47-50 | 13 |
| 6  | Nässjö IF   | 14 | 6 | 0 | 8  | 53-44 | 12 |
| 7  | Selånger SK | 14 | 5 | 1 | 8  | 35-50 | 11 |
| 8  | Örebro SK   | 14 | 1 | 1 | 12 | 34-88 | 3  |

## Seriematcherna

### Norrgruppen
| - 9 november 1994 Västerås SK-IK Sirius 3-3 - 13 november 1994 Edsbyns IF-Ljusdals BK 6-4 - 13 november 1994 Falu BS-Sandvikens AIK 3-3 - 13 november 1994 Selånger Bandy-Kalix Nyborg BK 3-5 - 18 november 1994 Kalix Nyborg-Falun 5-4 - 18 november 1994 Ljusal-Selånger 6-0 - 18 november 1994 Sandviken-Västerås 9-2 - 18 november 1994 Sirius-Edsbyn 5-3 - 20 november 1994 Edsbyn-Sandviken 4-6 - 20 november 1994 Falun-Ljusdal 2-5 - 20 november 1994 Selånger-Sirius 4-2 - 20 november 1994 Västerås-Kalix Nyborg 7-1 - 23 november 1994 Kalix Nyborg-Edsbyn 10-6 - 23 november 1994 Ljusdal-Västerås 5-10 - 23 november 1994 Sandviken-Selånger 7-2 - 23 november 1994 Sirius-Falun 5-4 - 25 november 1994 Edsbyn-Västerås 4-2 - 25 november 1994 Kalix Nyborg-Ljusdal 9-5 - 25 november 1994 Selånger-Falun 5-2 - 25 november 1994 Sirius-Sandviken 3-4 - 27 november 1994 Falun-Edsbyn 4-3 - 27 november 1994 Ljusdal-Sirius 1-2 - 27 november 1994 Sandviken-Kalix Nyborg 7-3 - 27 november 1994 Västerås-Selånger 9-4 - 30 november 1994 Edsbyn-Selånger 7-2 - 30 november 1994 Kalix Nyborg-Sirius 4-3 - 30 november 1994 Sandviken-Ljusdal 10-5 - 30 november 1994 Västerås-Falun 5-3 | - 4 december 1994 Falun-Västerås 5-5 - 4 december 1994 Ljusdal-Sandviken 0-3 - 4 december 1994 Selånger-Edsbyn 2-4 - 4 december 1994 Sirius-Kalix Nyborg 1-4 - 14 december 1994 Falun-Selånger 6-2 - 14 december 1994 Ljusdal-Kalix Nyborg 3-2 - 14 december 1994 Sandviken-Sirius 4-1 - 14 december 1994 Västerås-Edsbyn 5-8 - 18 december 1994 Edsbyn-Falun 7-5 - 18 december 1994 Kalix Nyborg-Sandviken 5-4 - 18 december 1994 Selånger-Västerås 3-9 - 18 december 1994 Sirius-Ljusdal 2-4 - 21 december 1994 Edsbyn-Kalix Nyborg 6-4 - 21 december 1994 Falun-Sirius 5-5 - 21 december 1994 Selånger-Sandviken 5-14 - 21 december 1994 Västerås-Ljusdal 5-2 - 26 december 1994 Kalix Nyborg-Selånger 6-0 - 26 december 1994 Ljusdal-Edsbyn 3-6 - 26 december 1994 Sandviken-Falun 10-5 - 26 december 1994 Sirius-Västerås 4-7 - 28 december 1994 Edsbyn-Sirius 4-3 - 28 december 1994 Falun-Kalix Nyborg 4-4 - 28 december 1994 Selånger-Ljusdal 2-1 - 28 december 1994 Västerås-Sandviken 7-1 - 30 december 1994 Kalix Nyborg-Västerås 6-7 - 30 december 1994 Ljusdal-Falun 7-7 - 30 december 1994 Sandviken-Edsbyn 9-2 - 30 december 1994 Sirius-Selånger 3-1 |

### Södergruppen
| - 13 november 1994 IFK Kungälv-IF Boltic 2-6 - 13 november 1994 Vetlanda BK-Nässjö IF 7-3 - 13 november 1994 IFK Vänersborg-Villa Lidköping BK 4-7 - 13 november 1994 Örebro SK-IFK Motala 2-3 - 18 november 1994 Boltic-Örebro 9-2 - 18 november 1994 Motala-Vetlanda 4-8 - 18 november 1994 Nässjö-Vänersborg 3-3 - 18 november 1994 Villa Lidköping-Kungälv 7-1 - 20 november 1994 Kungälv-Nässjö 0-1 - 20 november 1994 Vetlanda-Boltic 6-3 - 20 november 1994 Vänersborg-Motala 4-2 - 20 november 1994 Örebro-Villa Lidköping 3-7 - 23 november 1994 Boltic-Vänersborg 7-3 - 23 november 1994 Motala-Kungälv 7-3 - 23 november 1994 Nässjö-Örebro 4-4 - 23 november 1994 Villa Lidköping-Vetlanda 0-8 - 25 november 1994 Boltic-Villa Lidköping 5-4 - 25 november 1994 Kungälv-Örebro 7-3 - 25 november 1994 Nässjö-Motala 6-6 - 25 november 1994 Vänersborg-Vetlanda 3-2 - 27 november 1994 Motala-Boltic 3-2 - 27 november 1994 Vetlanda-Kungälv 6-6 - 27 november 1994 Villa Lidköping-Nässjö 7-4 - 27 november 1994 Örebro-Vänersborg 4-2 - 30 november 1994 Boltic-Nässjö 11-3 - 30 november 1994 Motala-Villa Lidköping 4-1 - 30 november 1994 Vetlanda-Örebro 7-3 - 30 november 1994 Vänersborg-Kungälv 5-5 | - 4 december 1994 Kungälv-Vänersborg 1-2 - 4 december 1994 Nässjö-Boltic 3-4 - 4 december 1994 Villa Lidköping-Motala 4-2 - 4 december 1994 Örebro-Vetlanda 0-10 - 14 december 1994 Motala-Nässjö 6-0 - 14 december 1994 Vetlanda-Vänersborg 6-3 - 14 december 1994 Villa Lidköping-Boltic 5-5 - 14 december 1994 Örebro-Kungälv 4-3 - 18 december 1994 Boltic-Motala 10-1 - 18 december 1994 Kungälv-Vetlanda 0-8 - 18 december 1994 Nässjö-Villa Lidköping 3-7 - 18 december 1994 Vänersborg-Örebro 3-1 - 21 december 1994 Kungälv-Motala 5-4 - 21 december 1994 Vetlanda-Villa Lidköping 10-9 - 21 december 1994 Vänersborg-Boltic 4-2 - 21 december 1994 Örebro-Nässjö 4-4 - 26 december 1994 Boltic-Kungälv 7-2 - 26 december 1994 Motala-Örebro 7-2 - 26 december 1994 Nässjö-Vetlanda 4-3 - 26 december 1994 Villa Lidköping-Vänersborg 2-3 - 28 december 1994 Kungälv-Villa Lidköping 2-8 - 28 december 1994 Vetlanda-Motala 7-0 - 28 december 1994 Vänersborg-Nässjö 2-1 - 28 december 1994 Örebro-Boltic 3-9 - 30 december 1994 Boltic-Vetlanda 3-3 - 30 december 1994 Motala-Vänersborg 5-4 - 30 december 1994 Nässjö-Kungälv 6-6 - 30 december 1994 Villa Lidköping-Örebro 9-1 |

### Elitserien
| - 4 januari 1995 IF Boltic-Kalix Nyborg BK 6-2 - 4 januari 1995 Sandvikens AIK-Villa Lidköping BK 5-4 - 4 januari 1995 Vetlanda BK-Västerås SK 2-10 - 4 januari 1995 IFK Vänersborg-Edsbyns IF 4-4 - 6 januari 1995 Edsbyn-Sandviken 8-3 - 6 januari 1995 Kalix Nyborg-Vetlanda 1-7 - 6 januari 1995 Villa Lidköping-Vänersborg 7-1 - 6 januari 1995 Västerås-Boltic 2-7 - 13 januari 1995 Edsbyn-Boltic 3-7 - 13 januari 1995 Kalix Nyborg-Villa Lidköping 3-2 - 13 januari 1995 Vetlanda-Sandviken 4-5 - 13 januari 1995 Vänersborg-Västerås 4-5 - 15 januari 1995 Boltic-Vänersborg 11-1 - 15 januari 1995 Sandviken-Kalix Nyborg 8-1 - 15 januari 1995 Villa Lidköping-Vetlanda 5-4 - 15 januari 1995 Västerås-Edsbyn 2-2 - 18 januari 1995 Kalix Nyborg-Vänersborg 5-6 - 18 januari 1995 Sandviken-Västerås 6-4 - 18 januari 1995 Vetlanda-Edsbyn 4-3 - 18 januari 1995 Villa Lidköping-Boltic 5-1 - 20 januari 1995 Boltic-Sandviken 3-2 - 20 januari 1995 Edsbyn-Kalix Nyborg 8-6 - 20 januari 1995 Vänersborg-Vetlanda 2-3 - 20 januari 1995 Västerås-Villa Lidköping 10-2 - 22 januari 1995 Kalix Nyborg-Västerås 2-5 - 22 januari 1995 Sandviken-Vänersborg 9-2 - 22 januari 1995 Vetlanda-Boltic 5-1 - 22 januari 1995 Villa Lidköping-Edsbyn 8-7 | - 8 februari 1995 Boltic-Vetlanda 6-3 - 8 februari 1995 Edsbyn-Villa Lidköping 3-8 - 8 februari 1995 Vänersborg-Sandviken 4-9 - 8 februari 1995 Västerås-Kalix Nyborg 6-0 - 10 februari 1995 Kalix Nyborg-Edsbyn 3-8 - 10 februari 1995 Sandviken-Boltic 4-4 - 10 februari 1995 Vetlanda-Vänersborg 8-4 - 10 februari 1995 Villa Lidköping-Västerås 3-0 - 12 februari 1995 Boltic-Villa Lidköping 8-1 - 12 februari 1995 Edsbyn-Vetlanda 3-8 - 12 februari 1995 Vänersborg-Kalix Nyborg 5-3 - 12 februari 1995 Västerås-Sandviken 5-2 - 15 februari 1995 Edsbyn-Vänersborg 8-3 - 15 februari 1995 Kalix Nyborg-Boltic 5-6 - 15 februari 1995 Villa Lidköping-Sandviken 4-7 - 15 februari 1995 Västerås-Vetlanda 3-1 - 19 februari 1995 Boltic-Västerås 1-2 - 19 februari 1995 Sandviken-Edsbyn 5-5 - 19 februari 1995 Vetlanda-Kalix Nyborg 9-2 - 19 februari 1995 Vänersborg-Villa Lidköping 2-5 - 22 februari 1995 Boltic-Edsbyn 5-5 - 22 februari 1995 Sandviken-Vetlanda 7-1 - 22 februari 1995 Villa Lidköping-Kalix Nyborg 7-5 - 22 februari 1995 Västerås-Vänersborg 9-3 - 26 februari 1995 Edsbyn-Västerås 6-15 - 26 februari 1995 Kalix Nyborg-Sandviken 6-9 - 26 februari 1995 Vetlanda-Villa Lidköping 9-3 - 26 februari 1995 Vänersborg-Boltic 1-18 |

### Allsvenska fortsättningsserien
| - 4 januari 1995 IFK Kungälv-Nässjö IF 3-1 - 4 januari 1995 Ljusdals BK-Selånger Bandy 0-3 - 4 januari 1995 IFK Motala-IK Sirius 4-3 - 4 januari 1995 Örebro SK-Falu BS 3-9 - 6 januari 1995 Falun-Kungälv 5-3 - 6 januari 1995 Nässjö-Örebro 6-1 - 6 januari 1995 Selånger-Motala 5-2 - 6 januari 1995 Sirius-Ljusdal 3-3 - 13 januari 1995 Falun-Selånger 6-0 - 13 januari 1995 Kungälv-Ljusdal 1-5 - 13 januari 1995 Motala-Nässjö 3-4 - 13 januari 1995 Sirius-Örebro 5-1 - 15 januari 1995 Ljusdal-Falun 4-1 - 15 januari 1995 Nässjö-Sirius 1-2 - 15 januari 1995 Selånger-Kungälv 4-3 - 15 januari 1995 Örebro-Motala 2-7 - 18 januari 1995 Falun-Motala 4-3 - 18 januari 1995 Kungälv-Sirius 4-4 - 18 januari 1995 Ljusdal-Nässjö 4-3 - 18 januari 1995 Selånger-Örebro 6-3 - 20 januari 1995 Motala-Kungälv 2-2 - 20 januari 1995 Nässjö-Selånger 6-0 - 20 januari 1995 Sirius-Falun 1-1 - 20 januari 1995 Örebro-Ljusdal 1-2 - 22 januari 1995 Falun-Nässjö 5-2 - 22 januari 1995 Kungälv-Örebro 5-3 - 22 januari 1995 Ljusdal-Motala 4-2 - 22 januari 1995 Selånger-Sirius 0-6 | - 8 februari 1995 Motala-Ljusdal 4-3 - 8 februari 1995 Nässjö-Falun 3-5 - 8 februari 1995 Sirius-Selånger 2-1 - 8 februari 1995 Örebro-Kungälv 5-7 - 10 februari 1995 Falun-Sirius 4-1 - 10 februari 1995 Kungälv-Motala 1-1 - 10 februari 1995 Ljusdal-Örebro 8-0 - 10 februari 1995 Selånger-Nässjö 3-1 - 12 februari 1995 Motala-Falun 7-1 - 12 februari 1995 Nässjö-Ljusdal 5-2 - 12 februari 1995 Sirius-Kungälv 3-2 - 12 februari 1995 Örebro-Selånger 4-3 - 15 februari 1995 Falun-Örebro 12-2 - 15 februari 1995 Nässjö-Kungälv 5-6 - 15 februari 1995 Selånger-Ljusdal 1-2 - 15 februari 1995 Sirius-Motala 2-3 - 19 februari 1995 Kungälv-Falun 2-4 - 19 februari 1995 Ljusdal-Sirius 7-2 - 19 februari 1995 Motala-Selånger 7-3 - 19 februari 1995 Örebro-Nässjö 2-7 - 22 februari 1995 Ljusdal-Kungälv 5-3 - 22 februari 1995 Nässjö-Motala 4-5 - 22 februari 1995 Selånger-Falun 3-3 - 22 februari 1995 Örebro-Sirius 2-6 - 26 februari 1995 Falun-Ljusdal 5-5 - 26 februari 1995 Kungälv-Selånger 5-3 - 26 februari 1995 Motala-Örebro 5-5 - 26 februari 1995 Sirius-Nässjö 3-5 |

## Slutspel om svenska mästerskapet 1995
Inga åttondelsfinaler spelades denna säsong. Istället gick lag 1-6 i Elitserien och lag 1-2 från Allsvenska fortsättningsserien direkt in i kvartsfinalspelet.

### Kvartsfinaler (bäst av tre)
- 3 mars 1995: Vetlanda BK-Edsbyns IF 5-2
- 3 mars 1995: Västerås SK-Falu BS 3-2
- 3 mars 1995: IF Boltic-Ljusdals BK 4-2
- 3 mars 1995: Sandvikens AIK-Villa Lidköping BK 7-2
- 5 mars 1995: Edsbyns IF-Vetlanda BK 3-9 (Vetlanda BK vidare med 2-0 i matcher)
- 5 mars 1995: Falu BS-Västerås SK 2-4 (Västerås SK vidare med 2-0 i matcher)
- 5 mars 1995: Ljusdals BK-IF Boltic 5-6 (IF Boltic vidare med 2-0 i matcher)
- 5 mars 1995: Villa Lidköping BK-Sandvikens AIK 2-6 (Sandvikens AIK vidare med 2-0 i matcher)

### Semifinaler (bäst av tre matcher)
- 10 mars 1995: Västerås SK-Vetlanda BK 2-4
- 10 mars 1995: IF Boltic-Sandvikens AIK 5-2
- 12 mars 1995: Vetlanda BK-Västerås SK 8-3 (Vetlanda BK vidare med 2-0 i matcher)
- 12 mars 1995: Sandvikens AIK-IF Boltic 5-2
- 14 mars 1995: IF Boltic-Sandvikens AIK 9-3 (IF Boltic vidare med 2-1 i matcher)

### Finaler
- 19 mars 1995: IF Boltic-Vetlanda BK 2-1 (Studenternas IP, Uppsala)